# 2017-es TCR Európa-kupa
A 2017-es TCR Európa-kupa volt a második éve a sorozatnak. Az eseményt az Adria International Racewayen rendezték meg október 28–29-én.

## Csapatok és versenyzők
| Csapat                                                | Autó                     | #  | Versenyző          | Kategória |
| ----------------------------------------------------- | ------------------------ | -- | ------------------ | --------- |
| LMS Racing                                            | SEAT León TCR            | 4  | Olli Kangas        |           |
| LMS Racing                                            | Audi RS3 LMS TCR         | 10 | Antti Buri         |           |
| Tecnodom Sport                                        | Opel Astra TCR           | 5  | Kevin Giacon       |           |
| DG Sport Compétition                                  | Peugeot 308 Racing Cup   | 8  | Aurélien Comte     |           |
| Liqui Moly Team Engstler                              | Volkswagen Golf GTI TCR  | 7  | Luca Engstler      |           |
| Liqui Moly Team Engstler                              | Volkswagen Golf GTI TCR  | 39 | Florian Thoma      |           |
| Team Novadriver                                       | Volkswagen Golf GTI TCR  | 11 | Francisco Abreu    |           |
| Innocenti-AMG Motorsport                              | SEAT León TCR            | 15 | Lev Tolkacsev      | DSG       |
| Innocenti-AMG Motorsport                              | SEAT León TCR            | 77 | Gyenyisz Grigorjev | DSG       |
| Target Competition                                    | Honda Civic Type R TCR   | 21 | Giacomo Altoè      |           |
| Target Competition                                    | Honda Civic Type R TCR   | 99 | Josh Files         |           |
| V-Action Racing                                       | Alfa Romeo Giulietta TCR | 32 | Luigi Ferrara      |           |
| Kraf Racing                                           | Audi RS3 LMS TCR         | 44 | Plamen Kralev      |           |
| CRC - Cappellari Reparto Corse                        | SEAT León TCR            | 76 | Daniele Cappellari | DSG       |
| Team WRT                                              | Volkswagen Golf GTI TCR  | 88 | Maxime Potty       |           |
| Szabadkártyás résztvevők                              |                          |    |                    |           |
| Szabadkártya                                          | Volkswagen Golf GTI TCR  | 52 | Giovanni Altoè     | DSG       |
| Szabadkártya                                          | Volkswagen Golf GTI TCR  | 53 | Sandro Pelatti     | DSG       |
| Szabadkártya                                          | Audi RS3 LMS TCR         | 54 | Ermanno Dionisio   | DSG       |
| Szabadkártya                                          | Audi RS3 LMS TCR         | 55 | Giovanni Berton    | DSG       |
| Vendég résztvevők akik a pontszerzésre nem jogosultak |                          |    |                    |           |
| BRC Racing Team                                       | Hyundai i30 N TCR        | 30 | Gabriele Tarquini  |           |

| Jelzés | Kategória  |
| ------ | ---------- |
| DSG    | DSG Trophy |

## Végeredmény
| #                          | Versenyző          | V1  | V2 | Pont |
| -------------------------- | ------------------ | --- | -- | ---- |
| 1                          | Aurélien Comte     | 4   | 2  | 45   |
| 2                          | Giacomo Altoè      | 3   | 3  | 45   |
| 3                          | Josh Files         | 12  | 7  | 43   |
| 4                          | Maxime Potty       | 6   | 4  | 31   |
| 5                          | Florian Thoma      | 7   | 5  | 25   |
| 6                          | Luigi Ferrara      | 95  | 6  | 20   |
| 7                          | Antti Buri         | 5   | Ki | 17   |
| 8                          | Luca Engstler      | 184 | 9  | 12   |
| 9                          | Francisco Abreu    | 16  | 8  | 11   |
| 10                         | Giovanni Altoé     | 8   | 10 | 8    |
| 11                         | Plamen Kralev      | 12  | 17 | 5    |
| 12                         | Lev Tolkacsev      | 13  | 13 | 5    |
| 13                         | Olli Kangas        | 14  | 15 | 5    |
| 14                         | Gyenyisz Grigorjev | 15  | 14 | 5    |
| 15                         | Daniele Cappellari | 17  | 16 | 5    |
| 16                         | Kevin Giacon       | Ni  | Ni | 5    |
| 17                         | Sandro Pelatti     | 10  | 11 | 3    |
| 18                         | Ermano Dionisio    | 11  | 12 | 1    |
|                            | Giovanni Berton    | Vi  | Vi | 0    |
| Pontszerzésre nem jogosult |                    |     |    |      |
|                            | Gabriele Tarquini  | 21  | 1  |      |

## Csapatok pontversenyének eredménye
| Helyezés                   | Csapat                         | V1 | V2 | Pont |
| -------------------------- | ------------------------------ | -- | -- | ---- |
| 1                          | Target Competition             | 1  | 3  | 69   |
| 1                          | Target Competition             | 3  | 7  | 69   |
| 2                          | DG Sport Compétition           | 4  | 2  | 40   |
|                            | W Racing Team\|Team WRT        | 6  | 4  | 27   |
| 4                          | Liqui Moly Team Engstler       | 7  | 5  | 24   |
| 4                          | Liqui Moly Team Engstler       | 18 | 9  | 24   |
| 5                          | V-Action Racing                | 9  | 6  | 16   |
| 6                          | LMS Racing                     | 5  | 15 | 14   |
| 6                          | LMS Racing                     | 14 | Ki | 14   |
| 7                          | Team Novadriver                | 16 | 8  | 6    |
| 8                          | Innocenti-AMG Motorsport       | 13 | 13 | 4    |
| 8                          | Innocenti-AMG Motorsport       | 15 | 14 | 4    |
| 9                          | Kraf Racing                    | 12 | 17 | 2    |
|                            | Tecnodom Sport                 | Ni | Ni |      |
|                            | CRC - Cappellari Reparto Corse | Vi | Vi |      |
| Pontszerzésre nem jogosult |                                |    |    |      |
|                            | BRC Racing Team                | 2  | 1  |      |